# ELAS
ELAS, kratica od Grčka narodnooslobodilačka armija (grčki: Ελληνικός Λαϊκός Απελευθερωτικός Στρατός, Ellinikos Laïkos Apeleftherotikos Stratos) je ime za pokret otpora. To je bilo vojno krilo EAM - a ljevičarskog Nacionalne oslobodilačke fronte, tokom drugog svjetskog rata( 1941. – 1945.) i Grčkog građanskog rata (1946. – 1946.).

## Nastanak ELAS-a
Plan nacističke Njemačke za napad na SSSR, - Barbarossa (Lipanj. 22. 1941.), uključivao je prije samog napada, osiguranje desnog krila napada. U tu svrhu - napadnuta je prvo tadašnja kraljevina Jugoslavija, a odmah nakon toga i kraljevina Grčka, čiji je veći dio i pored britanskih vojnih snaga, vrlo brzo okupiran u Travanjskom ratu. Odmah nakon Bitke za Kretu, i njemačke okupacije otoka( 1. Lipanj, 1941.) Grčka komunistička partija (KKE) u skladu s tadašnjom politikom Kominterne, pozvala je narod na otpor i tako bila jedna od prvih koja je to uradila. U istom trenutku osnovana je i masovna politička organizacija EAM, - ( Nacionalni oslobodilački front) kao jedinstvena politička organizacija, lijevo, ali i centristički orijentiranih političkih organizacija i brojnih malih nepolitičkih organizacija koje su za cilj imale otpor silama osovine. ELAS je počeo s vojnim akcijama protiv Njemačkih i talijanskih okupacijskih snaga 7. lipnja, 1942. Aris Velouchiotis (jedan od vođa ELAS-a) s malom grupom, od desetak partizana ušao je u selo Domnista u prefekturi Euritania(centralna Grčka) i iznenađenim seljacima objavio da je otpočeo rat protiv sila osovina i njihovih domaćih pomagača.

## Snaženje pokreta
Operacija Gorgopotamos (u britanskim izvorima; operacija Harling).
U rujanskoj noći 1942., mala grupa britanskih komandosa iz SOE ( Special Operations Executive), spustila se padobranima blizu planine Giona u središnjoj Grčkoj. Grupu je predvodio brigadir Eddie Myers, sa zadatkom da dignu u zrak jedan od tri mosta (Gorgopotamos, Papadia ili Asopos) na glavnoj željezničkoj pruzi i da u akciju uključe dva glavna rivalska pokreta ELAS i EDES. Poslije detaljne analize izabran je most Gorgopotamos, jer je njegov popravak bio neobično težak i složen. No za uspjeh misije bilo je važno i ostvariti kontakt s grčkim partizanima, odred Dimos Karalivanos ( ELAS - ov odred), je prva grupa s kojom su britanci uspostavilli kontakt. Krajem listopada, druga grupa britanskih komandosa, desantirani su u grčke planine, s vođama Themisom Marinosom i pukovnikom Christopherom Woodhouseom. Njihov cilj bio je pronaći partizane EDES-a i njihovog vođu Napoleona Zervasa, koji su bili bliži britanskom stožeru za Bliski Istok u Aleksandriji, to su i uspjeli kao i u namjeri da obadvije grupe sudjeluju u akciji. Britanci su nevoljko prihvatili suradnju s ELAS-om koji je bio pro-komunistički pokret, ali bolje organiziran i s više ljudi.
Dana 14. studenog, 12 britanskih diverzanata sa snagama ELAS-a (150 ljudi) i EDES-a (60-65 ljudi) susrele su se u selu Viniani(Prefektura Euritanija) i akcija je započela.
Za deset dana bili su kod mosta Gorgopotamos. U noći 25. studenog, u 23:00, otpočeo je napad partizana na talijanski garnizon. 
Poslije slabog otpora, talijanski garnizon se predao, diverzanti su postavili eksploziv, ELAS-ovi borci osiguravali su prilaze mostu, zasjedama da spriječe dolazak pomoći garnizonu. Most je dignut u zrak u 03:00. Nakon toga partizani su se povukli u selo Viniani.
Rušenje mosta Gorgopotamos, je pored sabotaže pogona za proizvodnju teške vode u Norveškoj (Rjukana), jedna od najvećih gerilskih operacija u okupiranojEuropi. Rušenje mosta omelo je i strateški iznimno značajnu dostavu ratnog materijala njemačkom Rommelovom afričkom korpusu, koji je išao preko Grčke, i to za više tjedana i time pomogao da se odbrani El Alameina.

## Od 1942. do 1943.
Uspjeh akcije kod mosta Gorgopotamos pridonio je popularnosti i snaženju ELAS -a. Mnogi seljaci iz centralne Grčke pridružili su se ELAS-u, popularnosti ELAS-a doprinosila je i paradoksalna činjenica da oni nisu toliko potpomagani od strane Britanaca kao favorizirani
EDES. Tokom zime 1942. – 1943. brojne ELAS-ove jedinice osnivane su i po Tesaliji i Makedoniji, i uskoro je čitav sjeverni planinski dio Grčke potpao pod kontrolu ELAS-a i drugih partizanskih grupa. Ustroj ELAS-ovih vojnih formacija, bez obzira na veličinu jedinice bio je baziran na - trojci; satnik (kapetánios) je bio vođa izabran od samih boraca, vojni specijalist (stratiotikós), uobičajeno bivši vojni časnik, bio je odgovoran za taktičko planiranje i vojnu obuku a politički vođa (politikós), najčešće je to bio član Grčke komunističke partije ( KKE ) bio je i EAM-ov predstavnik u jedinici.
Vođa ELAS-a Aris Velouchiotis postupno je postajao legenda, koji je željeznom disciplinom stvorio i krupnije vojne formacije koje su se mogle suprotstaviti i snažnijim
Njemačkim i Italijanskim vojnim formacijama. Uz Arisa lideri ELAS-a u to doba bili su;  Stefanos Sarafis i Andreas Tzimas (ratno ime: Vasilis Samariniotis).
Važno je napomenuti i da se KKE( Grčka komunistička partija), poslije velikih predratnih poteškoća i razbijanja od strane diktakture generala Metaxasa, uspjela 
uspješno reorganizirati i privući brojne nove članove. Tako da je ELAS uz njezino vodsvo postao najveći vojni pokret otpora s oko 50 000 aktivnih boraca ( 150 000 sa
rezervama), a njegova politička organizacija EAM, najveća masovna politička organizacija u grčkoj povijesti s gotovo 1 500 000 članova, i s ograncima u gotovo svakom grčkom zaseoku. Značajan događaj bilo je i osnivanje Ujedinjene panhelenističke organizacije mladih - EPON (grčki: Ενιαία Πανελλαδική Οργάνωση Νέων).

## Planinska vlada
Na početku 1944. EAM - ELAS,  kontrolirao je većinu teritorije Grčke, 10. Ožujka, 1944. osnovao je Politički komitet nacionalnog oslobođenja (PEEA), poznatiji kao -  Planinska vlada (grčki: Κυβέρνηση του βουνού), zapravo treću grčku vladu,  pored one kolaboracionističke u Ateni, i one u egzilu u Kairu.
Ciljevi ove vlade po njihovom temeljnom programu bili su;  - intenziviranje otpora protiv zavojevača(...), za potpuno nacionalno oslobođenje, za ustanovljenje neovisnosti i teritorijalne cjelovitosti zemlje (...) i čišćenje zemlje od domaćih fašista i izdajnika.
PEEA je izabrana od strane gotovo 2 000 000 grčkih građana, povijesno je to i prvi put da su žene imale pravo glasa. 
Ministri - Planinske vlade (PEEA), pokrivali su široki spektar političkih ideja od ljevice do centra.

## Sukobi s ostalim pokretima otpora — prva faza Grčkog građanskog rata
ELAS je postao vojno najsnažniji pokret otpora, kontrolirajući tri petine zemlje 1944. i imajući u svojim redovima oko 800 vojnih časnika bivše Nacionalne vojske. 
ELAS je otpočeo borbu protiv ostalih pokreta otpora, a osobito protiv para vojnih formacija kolaboracionističke vlade u Ateni. Njegovo političko krilo EAM počeo je s napadima na - EDES pod optužbama za kolaboraciju s okupatorima. Pravi razlog je bio vlast, ELAS je bio svjestan situacije da će iza rata EDAS uz pomoć Britanaca osigurati vojnu nadmoć. U tom trenutku EDAS je imao oko 3 000 boraca, a ELAS je imao snagu ravnu Grčkoj nacionalnoj armiji. Manji okršaji odvili su se u Epiru, gdje je EDAS imao glavno uporište svog pokreta, kasnije je dolazilo do bizarnih trijangularnih bitaka između ELAS-a, EDAS-a i Nijemaca. Sve je to navelo britanske agente da pregovorima navedu zaraćene strane na takozvani - sporazum o prekidu vatre iz Plake, taj sporazum je razvrgnut ubojstvom vođe EKKA ( pokret otpora) - Dimitriosa Psarrosa u do danas nerazjašnjenim okolnostima ( taj događaj je i dan danas predmet žestokih polemika).

## Važnije ELAS -ove bitke
- Bitka kod Ryka,
- Bitka kod Mikro Horio,
- Bitka kod Gorgopotamosa,
- Bitka kod Fardykambosa,
- Bitka kod Saradapora,
- Bitka kod Porta,
- Osvajanje Kastorie,
- Osvajanje vojne zračne luke Elefsina

## Poznati vođe ELAS-a
- Aris Velouchiotis (Thanassis Klaras)
- Stefanos Sarafis
- Markos Vafiadis
- Charilaos Florakis 
  - Kostoulas Agrafiotis (Nikos Kavretzos)
- Nikiforos (Dimitrios Dimitriou)
- Periklis (Giorgos Houliaras)
- Thanos (Fotis Mastrokostas)
- Pelopidas (Pandelis Laskos)
- Diamantis (Yannis Alexandrou)
- Ahilleas (Lambros Koubouras)
- Lefteris (Leuteris Tsiliyannis)
- Lambros (Spiros Bekios)